# جنرال الکتریک ال‌ام‌اس۱۰۰
 جنرال الکتریک ال‌ام‌اس۱۰۰ یک توربین گازی مشتق شده از موتور هوایی است که توسط جی‌ای پاورز تولید شده‌است.

## طراحی و توسعه
ال‌ام‌اس۱۰۰ پی‌ای تقریباً ۱۰۰ مگاوات برق با بهره‌وری در حدود ۴۶۶٪ LHV در عملکرد چرخه باز تولید می‌کند. در حال حاضر این موتور بزرگترین و کارآمدترین توربین گازی مشتق شده از یک موتور هوایی است. این دستگاه قادر است در کمتر از ۱۰ دقیقه به حداکثر قدرت تولیدی برسد.
توربین‌های گازی ال‌ام‌اس۱۰۰ از آب برای کنترل NOx استفاده می‌کنند. اولین واحد از سری پی‌بی این توربین در سال ۲۰۱۳ وارد فعالیت تجاری شد.